# Кинофестиваль в Авориазе 1991 года
XIX Международный фестиваль фантастического кино в Авориазе (фр. Le 19eme edition du Festival international du film fantastique d'Avoriaz)  проходил во французских Альпах (Франция) в январе  1991 года. 

## Жюри
- Майкл Чимино (Michael Cimino) – президент  (заменил  Брайана Де Пальму)
- Жоржи Амаду (Jorge Amado)
- Хельмут Бергер (Helmut Berger)
- Патрис Леконт (Patrice Leconte)
- Мишель Легран (Michel Legrand)
- Лаура Моранте (Laura Morante)
- Робер Шарлебуа (Robert Charlebois
- Ларри Коэн (Larry Cohen)
- Жорж Мустаки (Georges Moustaki)
- Пием (Piem)
- Франко Росси (Franco Rossi)
- Бернар Аллер (Bernard Haller)
- Алехандро Ходоровски (Alexandro Jodorowsky)
- Натали  Руссель (Nathalie Roussel)
- Фолькер Шлёндорф (Volker Schlöndorff)

## Лауреаты
- Гран-при по разделу «фантастика»: «Сказки темной стороны» (Tales from the Darkside: The Movie), США, 1990, режиссёр Джон Харрисон
- Гран-при по разделу «странные фильмы»: «Лестница Иакова»  (Jacob's Ladder), США, 1990, режиссёр Эдриан Лайн
- Специальный  приз жюри по разделу «фантастика»: «Ночное племя» (Nightbreed), США, 1990, режиссёр Клайв Баркер
- Специальный приз жюри по разделу «странные фильмы»: «Крылья славы» (Wings of Fame), Нидерланды, 1990, режиссёр Отакар Воточек
- Приз критики: «Лестница Иакова»  (Jacob's Ladder), США, 1990, режиссёр Эдриан Лайн
- Приз за лучшие спецэффекты: «Железяки» (Hardware), США, 1990, режиссёр Ричард Стэнли
- Приз «Золотая антенна»: « Белая комната» (White Room) , Франция , США, 1990, режиссёр Патриция Розема
- Приз Совета по звуку и свету (Prix de la C.S.T.): «Белая комната» (White Room) , Франция , США, 1990, режиссёр Патриция Розема
- Приз зрительских симпатий: «Лестница Иакова»  (Jacob's Ladder), США, 1990, режиссёр Эдриан Лайн